# Viniléster
El viniléster, éster vinílico o resina de éster vinílico, es una resina producida por la esterificación de una resina epoxi con ácidos metacrílicos o acrílicos. Los grupos "vinilos" hacen referencia a estos sustituyentes éster que son propensos a polimerizar. El producto de di-éster se disuelve después en un disolvente reactivo, como estireno, hasta un contenido aproximado del 35-45 por ciento en peso. La polimerización se inicia con los radicales libres, que se generan por irradiación UV o mediante peróxidos.

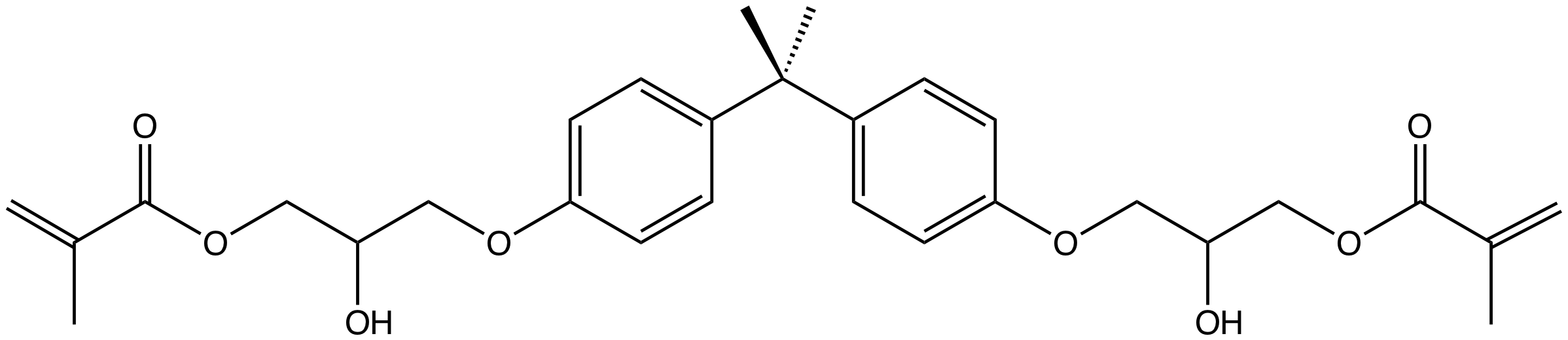
Típico "éster vinílico" derivado de bisfenol A diglicidilèter.

Este material polimérico termoset se puede utilizar como alternativa a los materiales poliéster y epoxi como matriz de polímero termoestable en material compuesto, donde sus características, los puntos fuertes y el coste a granel son intermedios entre poliéster y epoxi. El éster de vinilo tiene una viscosidad de resina inferior (200 cps aproximadamente) a la del poliéster (500cps aproximadamente) y en la del epoxi (aproximadamente 900cps).
En aviones hombre made, los aviones del kit Glasair y GLAST utilizaban ampliamente las estructuras de viniléster reforzadas con fibra de vidrio. Es una resina habitual en la industria marina por su resistencia a la corrosión y la capacidad de soportar la absorción de agua. La resina de éster vinílico se utiliza ampliamente para fabricar depósitos y tanques FRP según la norma BS4994.
Para el proceso de plastificación, el éster vinílico inicia generalmente con peróxido de metil-cetona. Tiene una mayor resistencia y propiedades mecánicas que el poliéster y menos que la resina epoxi. Se han desarrollado precursores renovables de resinas de ésteres vinílicos.